# Кайнар (Райимбецький район)
Кайна́р (каз. Қайнар) — село у складі Райимбецького району Алматинської області Казахстану. Адміністративний центр та єдиний населений пункт Кайнарського сільського округу.
Населення — 1746 осіб (2021; 3241 у 2009, 3093 у 1999, 3377 у 1989).